# Леголи (Пиза)
Леголи је насеље у Италији у округу Пиза, региону Тоскана.
Према процени из 2011. у насељу је живело 259 становника. Насеље се налази на надморској висини од 215 м.